# Welcome to Night Vale
Welcome to Night Vale (tradução literal: Bem-Vindos ao Vale da Noite) é um podcast apresentado como se fosse um programa de rádio do povoado fictício de Night Vale, com reportagens acerca dos acontecimentos estranhos que lá têm lugar. A série foi criada em 2012 por Joseph Fink e Jeffrey Cranor, e é publicada pela Commonplace Books. O protagonista e apresentador, Cecil Palmer, é interpretado por Cecil Baldwin, enquanto personagens secundárias são, por vezes, interpretadas por atores convidados, como a personagem Carlos, que leva a voz de Dylan Marron. O podcast tem frequência quinzenal, sendo lançados episódios novos normalmente no primeiro e décimo-quinto dia de cada mês. Consiste em "notícias, anúncios e publicidades" da cidade que fica num deserto, "em algum lugar na Região Sudoeste dos Estados Unidos".  Numa entrevista com a National Public Radio, Joseph Fink disse que lhe ocorreu esta ideia de uma cidade no meio do deserto, onde todas as teorias da conspiração eram reais, e que foi esse o ponto de partida do projeto.

## Produção
Cada episódio do podcast inclui uma chamada anunciada como "The Weather" (previsão do tempo ou meteorologia em tradução livre), onde passam músicas de artistas independentes. A música tema do podcast e a música de fundo instrumental são executadas pelo músico e compositor Disparition. Em Julho de 2013, Welcome to Night Vale tornou-se no podcast com mais downloads no iTunes.
Em Outubro de 2013, a equipe do Welcome to Night Vale começou a apresentar espetáculos ao vivo, que continuaram em 2014 com uma turnê pela Costa Oeste dos Estados Unidos. No episódio "Auction", foi ainda anunciado que, em 2015, seria publicado um livro. Joseph Fink disse que "vai ter todas as personagens e a atmosfera esquisita que se quer de Night Vale, com uma história inédita que foca partes de Night Vale que não tivemos oportunidade de explorar no podcast". Quando o livro ficou disponível para pré-encomenda no mês de Março, tornou-se o segundo livro mais aguardado na Amazon's, sete meses antes da data de lançamento.

## Atores e argumentistas convidados
Atores convidados incluem Kevin R. Free no papel de Kevin, a versão de Cecil em Desert Bluffs; Mara Wilson no papel de Senhora Idosa Sem Face Que Vive Secretamente Na Sua Casa; Jasika Nicole como Estagiária Dana; Jackson Publick como Hiram McDaniels, um dragão de cinco cabeças; Dylan Marron como Carlos, O Cientista; Hal Lublin no papel de Steve Carlsberg; Lauren Sharpe enquanto Lauren Mallard, executiva da StrexCorp e directora de programação; e Marc Evan Jackson no papel de Marcus Vanston, um morador bilionário. James Urbaniak foi convidado a participar durante o LA Podcast Festival, no papel de Estagiário Leland. Molly Quinn deu voz a Fey no episódio "Numbers", em Março de 2014. Symphony Sanders teve o papel de Tamika Flynn, uma criança anarquista, no episódio "Old Oak Doors."  Wil Wheaton deu voz a Earl Harlan no episódio "Homecoming". Durante a turnê "The Investigators", Joseph Fink estreou no papel de Estagiário Joseph Fink. Vários destes atores convidados também tiveram um papel no episódio "Voicemail", em Abril de 2015.
Zack Parsons, que trabalhou com Fink no SomethingAwful.com, escreveu em parceria estes três episódios: The Traveler, A Beautiful Dream, and The Deft Bowman. The Auction foi escrito em parceria com Glen David Gold, que também contribuiu no episódio The Woman from Italy.

## Recepção
O programa foi descrito como "o noticiário de Lake Wobegon, através dos olhos de Stephen King", e Christopher Wynn, do The Dallas Morning News, descreveu-o como "NPR encontra The Mothman Prophecies." Gavia Baker-Whitelaw, do The Daily Dot, comparou o podcast a alguém encontrar-se "em algum lugar entre o Weird Twitter e o 'Tales of the Unexplained'", e disse que "vale apena ouvir—todavia, talvez não depois de escurecer, se você também viver numa cidade pequena". Colin Griffith do The AV Club disse que o programa é "muito bem feito, oferecendo uma visão surrealista/absurdista (e, ocasionalmente, existencialista) da radiodifusão comunitária, com emissões da pequena, e deliciosamente assustadora, cidade no meio do deserto que é Night Vale." Escrevendo para o TechGeek, Erin Hill considerou a essência do podcast "a sua apresentação de o que é o vulgar", acrescentando que "muitas das coisas que o Cecil anuncia vão contra a nossa ideia do normal, mas é [tudo] apresentado de tal forma que soa mundano".
Em Julho de 2013, Welcome to Night Vale atingiu o segundo lugar no "top 10" de podcasts do iTunes, só ficando atrás do programa This American Life. Nesse mesmo mês, ultrapassou o This American Life, ocupando o primeiro lugar da lista dos podcasts, tendo tido 150000 downloads numa única semana.
Em Dezembro de 2013, o The AV Club deu ao programa o 7.º lugar na sua lista de Melhores Podcasts de 2013.
O co-produtor Jeffrey Cranor atribuiu este pico de popularidade ao Tumblr e aos fãs da série de televisão Hannibal. Max Sebela, da equipe criativa do Tumblr, declarou que os fãs seguidores começaram a "perder o controle" em 5 de Julho, tendo havido naquela semana "mais de 20000 posts sobre 'Night Vale,' com mais de 183,000 blogs individuais participando da conversa, e mais de 680,000 notes." A conta no Twitter do podcast tinha mais de 20,000 posts por volta de Julho de 2013. O programa tem um fandom no Twitter, Facebook, e no Tumblr, com fan fiction e fan art focando-se principalmente na relação romântica entre o protagonista e o cientista Carlos. Os fãs também publicam "fanscripts," transcrições do podcast, de modo a poder aumentar a visibilidade do Welcome to Night Vale.

## Leia também
- Dobbs, Sarah (2 de Julho de 2013). «Joseph Fink and Jeffrey Cranor on Welcome To Night Vale». Den of Geek. Consultado em 25 de Julho de 2013
- Santilli, Morgana (5 de Agosto de 2013). «There's Something About Night Vale». Amazing Stories. Consultado em 8 de Agosto de 2013